# Stanisław Kusior
Stanisław Jan Kusior (ur. 22 kwietnia 1955 w Żabnie) – polski polityk i samorządowiec, poseł na Sejm II kadencji (1993-1997), wójt Wietrzychowic (1990–2002), burmistrz Żabna (2002–2018).

## Życiorys
W 1980 ukończył studia na Akademii Rolniczej w Krakowie po czym podjął pracę jako geodeta gminny w Tarnowie. Następnie pracował w urzędzie gminy Wietrzychowice jako kierownik referatu. Od 1990 do 2002 był wójtem gminy Wietrzychowice.
W 1993 z listy Polskiego Stronnictwa Ludowego został wybrany na posła II kadencji. W 1997 nie uzyskał poselskiej reelekcji. W latach 1998–2002 był radnym Sejmiku Województwa Małopolskiego I kadencji.
W 2002 odszedł z PSL; z ramienia lokalnego komitetu wystartował na urząd burmistrza Żabna. Zwyciężył w drugiej turze, uzyskując 64,35% głosów. Reelekcję uzyskiwał kolejno w 2006, 2010 i 2014 (otrzymując odpowiednio 89,85%, 78,63%, 75,74% głosów „za”), będąc każdorazowo jedynym kandydatem. W 2018 nie ubiegał się o ponowny wybór.

## Odznaczenia
- Złoty Krzyż Zasługi (dwukrotnie: 1999, 2010)[11][12]
- Medal za Ofiarność i Odwagę (2010)[13]